# Freie-Partie-Weltmeisterschaft 1934

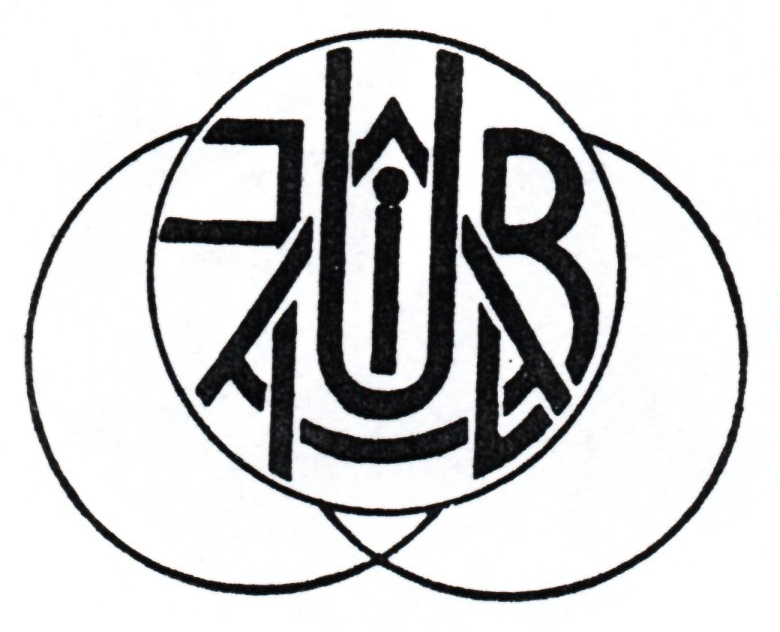
Logo UIFAB (ausrichtender Verband)

Veranstaltungsort: Wien

Die Freie-Partie-Weltmeisterschaft 1934 war die siebte UIFAB-Weltmeisterschaft in der Freien Partie. Das Turnier fand vom 24. bis zum 28. Mai in Wien in Österreich statt.

## Geschichte
Der junge Deutsche Walter Joachim konnte als Titelverteidiger nicht an dieser Weltmeisterschaft teilnehmen. Grund war eine Verfügung des Reichssportführers in Deutschland: für unsere für die Weltmeisterschaft in der Freien Partie in Wien in Aussicht genommenen Vertreter, die Herren Joachim (Berlin), der Titelverteidiger ist, und Lütgehetmann (Mainz) können nicht teilnehmen, weil laut Verfügung des Reichssportführers im Hinblick auf die z.Z. bestehenden politischen Verhältnisse von jeglichen Sportbeziehungen zu Österreich bis auf weiteres abgesehen werden muss. (Deutsche Billard-Zeitung)
Die Weltmeisterschaft in Wien wurde zum ersten Mal mit Aufnahmengleichheit gespielt. Vorher gab es bei Partieende keinen Nachstoß. Nach sieben Partien hatten zwei Spieler jeweils sechs Partien gewonnen. Nach damaligem Reglement zählte bei der Titelvergabe bei Punktegleichheit nicht der Durchschnitt, sondern der Titel wurde durch eine Stichpartie entschieden. Das war für den Österreicher Ernst Reicher, im väterlichen Austragungsort spielend, sehr unglücklich, da er bis dahin alle Bestleistungen des Turniers erzielt hatte. Dabei hatte er zwei Weltrekorde egalisiert. In der Stichpartie zeigte der Franzose Jean Albert seine beste Leistung im Turnier und beendete die Partie in einer Aufnahme. Reicher hatte nur 16 Punkte erzielt und wurde damit nur Zweiter. Albert spielte vor der Stichpartie nur den viertbesten Generaldurchschnitt (GD) aller Teilnehmer, wurde am Ende aber verdienter Weltmeister. Erstmals lag der Turnierdurchschnitt bei einer Weltmeisterschaft über 40 Durchschnitt pro Aufnahme. Da in den offiziellen Endtabellen der UIFAB erstmals prolongierte Serien gewertet wurden erhöhte sich der Höchstserien (HS) Rekord auf 877. Aufgestellt von Ernst Reicher.

## Turniermodus
Das ganze Turnier wurde im Round Robin Modus gespielt. Bei Punktegleichstand wird in folgender Reihenfolge gewertet:
1. MP = Matchpunkte
2. GD = Generaldurchschnitt
3. HS = Höchstserie

## Abschlusstabelle
| MP    | Match Points (Sieger = 2; Unentschieden = 1; Verlierer = 0) |
| Pkte. | Erzielte Karambolagen                                       |
| Aufn. | Benötigte Versuche                                          |
| GD    | Generaldurchschnitt                                         |
| BED   | Bester Einzeldurchschnitt eines Spielers                    |
| HS    | Höchstserie                                                 |
|       | Bester GD des Turniers                                      |
|       | Bester ED des Turniers                                      |
|       | Beste HS des Turniers                                       |
|       | 1. Platz (Gold)                                             |
|       | 2. Platz (Silber)                                           |
|       | 3. Platz (Bronze)                                           |

| Platz                                         | Name              | MP   | Pkte. | Aufn. | GD     | BED    | HS  |
| --------------------------------------------- | ----------------- | ---- | ----- | ----- | ------ | ------ | --- |
| 1                                             | Jean Albert       | 12:2 | 3000  | 63    | 47,61  | 250,00 | 343 |
| 2                                             | Ernst Reicher     | 12:2 | 3114  | 54    | 57,66  | 500,00 | 877 |
| 3                                             | Juan Butrón       | 10:4 | 2941  | 54    | 54,46  | 250,00 | 499 |
| 4                                             | Alfredo Ferraz    | 8:6  | 2420  | 60    | 40,33  | 166,66 | 470 |
| 5                                             | Jacques Davin     | 6:8  | 2454  | 48    | 51,12  | 166,66 | 459 |
| 6                                             | Pierre Fauconnier | 6:8  | 2274  | 75    | 30,32  | 55,55  | 226 |
| 7                                             | Leo Dekner        | 2:12 | 1287  | 57    | 22,57  | 38,46  | 318 |
| 8                                             | Jan Sweering      | 0:14 | 1584  | 73    | 21,69  | –      | 158 |
| Turnierdurchschnitt: 39,40 (ohne Stichpartie) |                   |      |       |       |        |        |     |
| Stichpartie                                   |                   |      |       |       |        |        |     |
| -                                             | Jean Albert       | 2:0  | 500   | 1     | 500,00 | 500,00 | 500 |
| -                                             | Ernst Reicher     | 0:2  | 16    | 1     | 16,00  | –      | 16  |
| nach Stichpartie                              |                   |      |       |       |        |        |     |
| 1                                             | Jean Albert       | 14:2 | 3500  | 64    | 54,68  | 500,00 | 843 |
| 2                                             | Ernst Reicher     | 12:4 | 3130  | 55    | 56,90  | 500,00 | 500 |
| Turnierdurchschnitt: 40,30 (mit Stichpartie)  |                   |      |       |       |        |        |     |